# Ixora carewii
Ixora carewii är en måreväxtart som beskrevs av John Horne och John Gilbert Baker. Ixora carewii ingår i släktet Ixora och familjen måreväxter. Inga underarter finns listade i Catalogue of Life.